# Lijst van gemeenten in Bartın
Onderstaande lijst bevat alle gemeenten (2000) in de Turkse provincie Bartın.
| District   | Gemeente   |
| ---------- | ---------- |
| Amasra     | Amasra     |
| Bartın     | Arıt       |
| Bartın     | Bartın     |
| Bartın     | Hasankadı  |
| Bartın     | Kozcağız   |
| Kurucaşile | Kurucaşile |
| Ulus       | Abdipaşa   |
| Ulus       | Kumluca    |
| Ulus       | Ulus       |